# Kruidentuin

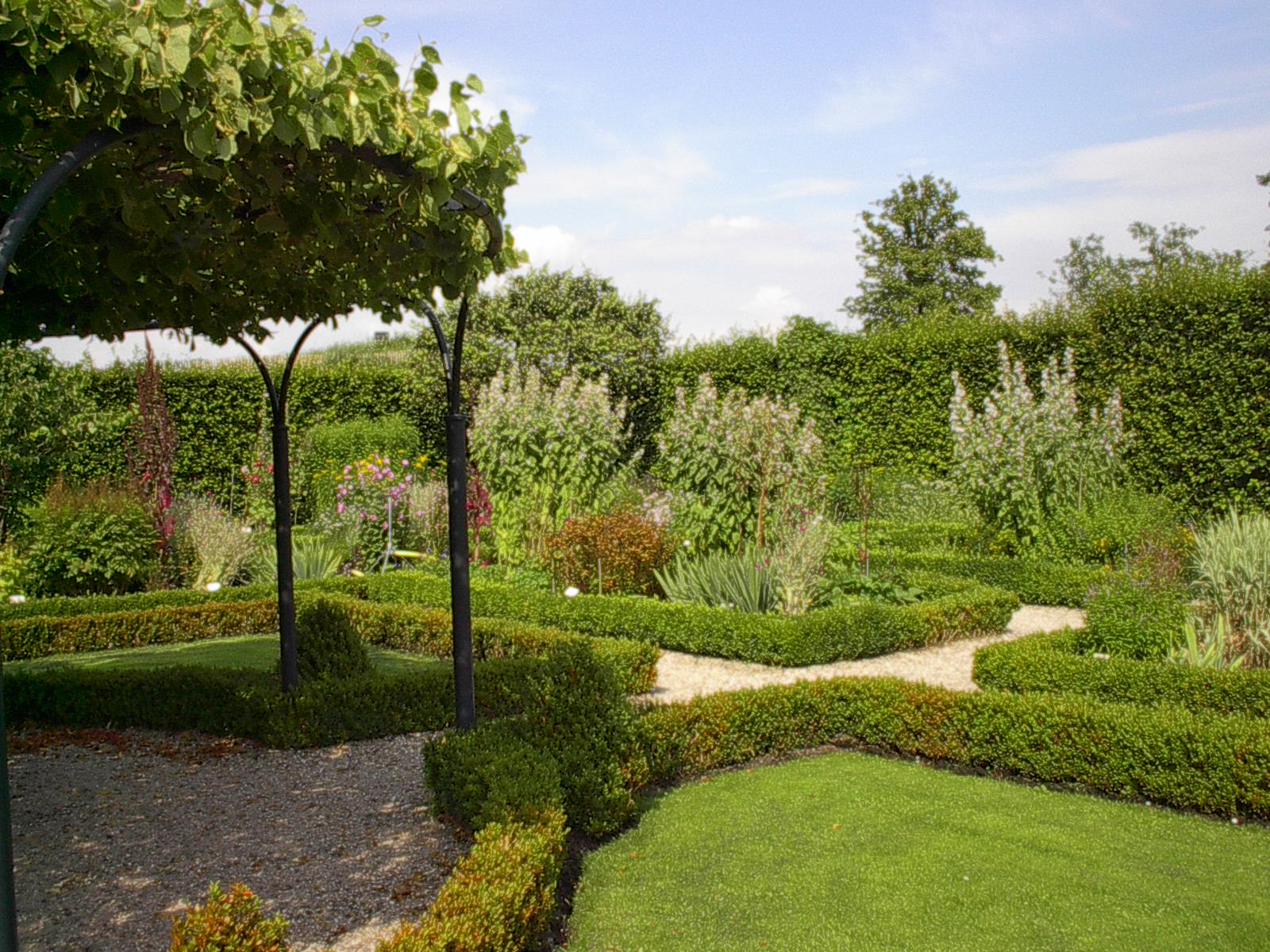
De kruidentuin van het Muiderslot

Een kruidentuin is een tuin waarin tuinkruiden en kruiden met medicinale werking worden gekweekt. Het kan een gedeelte van een grotere tuin of hortus botanicus vormen, maar vaker gaat het om een tuin die enkel dergelijke kruiden bevat.
De oudst bekende kruidentuin in Europa is die welke op het zogeheten kloosterplan van de abdij van Sankt Gallen uit 820 wordt weergegeven. De monniken kweekten er kruiden voor eigen gebruik, maar wellicht vormden de veelvormigheid en schoonheid van de planten ook een aanleiding tot meditatie wanneer zij deze tuin bezochten. Overigens geeft deze beroemde tekening waarschijnlijk meer een ideaalbeeld van een klooster weer dan de werkelijkheid. Veel kloostertuinen bevatten dan ook een kruidentuin.
De bekendheid met deze tekening leidde ertoe dat bij vele kerken en kathedralen in de 20e eeuw kruidentuinen naar dit model zijn aangelegd, bijvoorbeeld bij de Dom van Utrecht.
De kruidentuin is enigszins verwant aan de stinsetuin waarin uitheemse en exotische ogende of geurende planten werden gehouden. Deze planten noemt men ook wel stinsenplanten. Dit type tuin komt oorspronkelijk uit Friesland waar zo'n tuin werd aangelegd bij een stins, een stenen landhuis. Een herbarium is een verzameling gedroogde kruiden voor meer wetenschappelijke doeleinden, bijvoorbeeld als onderdeel van een hortus botanicus of voor de samenstelling van medicijnen.